# Kamijo
KAMIJO (ur. 19 lipca 1975 w Hiratsuce w prefekturze Kanagawa) – japoński muzyk, producent muzyczny i wokalista zespołu visual kei Versailles. Przed powstaniem Versailles był częścią zespołu LAREINE, a także NEW SODMY. Od 2013 roku także muzyk solowy. 

## Życiorys
KAMIJO stał się bardzo popularny na scenie visual kei jako wokalista LAREINE, zespołu który miał bardzo skomplikowaną historię. Po kilku zmianach w składzie, ustalił się on w 1996 roku z MAYU na gitarze, Emiru na basie i Machim na perkusji. W 2000 niedługo po wydaniu ich najbardziej udanego albumu Fierté no umi to tomo ni kiyu (フィエルテの海と共に消ゆ) wszyscy członkowie oprócz Kamijo ogłosili, że chcą opuścić zespół.
Pod koniec 2000 roku KAMIJO wydał pełny album i singiel pod nazwą LAREINE i ostatecznie założył nowy zespół NEW SODMY w lecie 2001 roku.
Pod koniec 2002 roku NEW SODMY rozpadł się i KAMIJO wznowił LAREINE. Byli członkowie LAREINE uczestniczyli w nagrywaniu, a w kwietniu 2003 MAYU i Emiru wrócili jako oficjalni członkowie zespołu. Nowym perkusistą został KAZUMI.
LAREINE kontynuował działalność aż do 2006 roku, kiedy KAZUMI ogłosił, że kończy karierę z powodów osobistych, a wkrótce po tym MAYU zniknął. KAMIJO i Emiru próbowali kontynuować karierę, ale w końcu zespół rozpadł się. 30 marca 2007 roku ogłosił, że wraz z Hizakim założył nowy zespół Versailles.
W grudniu 2012 Versailles zawiesił działalność, a w 2013 Kamijo rozpoczął karierę solową. 

## Dyskografia

### NEW SODMY
Albumy
- Confess to a Crime (10 maja 2002)
- Confess to a Love (1 czerwca 2002)

Single
- JEALOUSY (17 kwietnia 2001)
- WHITE LIE (2 września 2001)
- STYLE (23 stycznia 2002)
- imagine (21 czerwca 2002)

### Kamijo
Albumy
- Symphony of The Vampire (EP; 5 marca 2014)
- Heart (24 września 2014)
- Royal Blood ~Revival Best~ (15 lipca 2015)
- Sang (21 marca 2018)

Single
- Louis ~Enketsu no La Vie en Rose~ (jap. Louis ～艶血のラヴィアンローズ～) (28 sierpnia 2013)
- Moulin Rouge (18 czerwca 2014)
- Yamiyo no Lion (jap. 闇夜のライオン Yamiyo no raion) (16 lipca 2014)
- Sang -Another Story- (21 marca 2018)
- Sang ~Kimi ni okuru namae~ (jap. Sang〜君に贈る名前〜) (18 lipca 2018)
- Temple -Blood sucking for praying- (27 listopada 2019)